# Kékfarkú
A kékfarkú (Tarsiger cyanurus) a madarak osztályának a verébalakúak (Passeriformes) rendjéhez és a légykapófélék (Muscicapidae) családjához tartozó faj.

## Rendszerezése
A fajt Peter Simon Pallas német zoológus írta le 1773-ban, a Motacilla nembe Motacilla Cyanurus néven.

## Előfordulása
Európa északi részén Észtországban és Finnországban, valamint Ázsiában Bhután, Dél-Korea, India, Japán, Kína, Kazahsztán, Mongólia, Nepál, Pakisztán és Thaiföld területén honos. Ritka fészkelő Kelet-Finnországban (május végén érkezik meg).
Természetes élőhelyei a tűlevelű erdők, mérsékelt övi erdők, szubtrópusi és trópusi síkvidéki és hegyi esőerdők. Vonuló faj.

### Kárpát-medencei előfordulása
Magyarországi előfordulását első ízben 2010 októberében sikerült bizonyítani, a Tömördi Madárvártán fogtak be és gyűrűztek egy fiatal példányt (még abban a hónapban észlelték a faj egy példányának előfordulását Salgótarján és Szalonna területén is).

## Megjelenése
Testhossza 13–14 centiméter testtömege 10–18 gramm.  A felsőtest szürkéskék (csak a farkcsík,a farok töve,a szárnyhajlat és a sapka élénkebb kék) a testoldal narancsvörös, az alsótest fehér. A szárny kék vagy olív szürkésbarna.A tojó, a fiatal hím kevésbé feltűnő, olív szürke és piszkosfehér színezetű. A farok csupán felül kék, de terepen gyakran csak sötétnek látszik. A testoldal narancsos foltja, a piszkosszürke mell és a fehéres szemgyűrű azonban jó bélyeg. Szárnyát és farkát gyakran megbillenti.
|  |  |

## Életmódja
Gerinctelenekkel, főleg rovarokkal táplálkozik, de gyümölcsöket és magvakat is fogyaszt.

## Szaporodása
Fészekalja 3-5 tojásból áll.

## Természetvédelmi helyzete
Az elterjedési területe rendkívül nagy, egyedszáma pedig stabil. A Természetvédelmi Világszövetség Vörös listáján nem fenyegetett fajként szerepel. Magyarországon védett, természetvédelmi értéke 25 000 forint forint.